# Síndrome cardiorrenal
El síndrome cardiorrenal (CRS, SCR, o enfermedad cardiorrenal) es un trastorno fisiopatológico que afecta al corazón y a los riñones, de manera aguda o crónica, por lo cual la disfunción del primero de estos órganos induce disfunción en los otros, o viceversa.
El deterioro de función renal es frecuente en la descompensación de la insuficiencia cardiaca (IC). Se le asigna valor pronóstico. En un tercio de los pacientes ingresados por IC ocurre un aumento de 0,3 miligramos por decilitro (mg/dl) de creatinina. Es de valor predictivo de mortalidad en los plazos corto y largo, según se detalla a continuación:
- Predicción de mortalidad en el ingreso, en los porcentajes siguientes:

1. Sensibilidad: 65
2. Especificidad: 81

- Prolongación de estancia: 2,3 días
- Incremento del riesgo de muerte a seis meses: 67%

## Clasificación de Roncoet al.
El SCR se divide en cinco subtipos, considerando la naturaleza bidireccional (cardiaca y renal) de este síndrome. Se tienen en cuenta:
- Fisiopatología
- Periodo
- Naturaleza de la patología cardiaca y renal concomitante

### SCR tipo 1 o síndrome cardiorrenal agudo
Refleja empeoramiento brusco de la función cardiaca, por ejemplo shock cardiogénico, edema pulmonar agudo con función ventricular izquierda preservada, descompensación de IC crónica e IC de predominio derecho, que secundariamente ocasiona daño renal.

### SCR tipo 2 o síndrome cardiorrenal crónico
Anormalidad crónica de la función cardiaca: insuficiencia cardiaca congestiva crónica que, progresiva y potencialmente de manera permanente, causa enfermedad o insuficiencia renal crónica.

### SCR tipo 3 o síndrome renocardiaco agudo
Rápido «compromiso» de la función renal: isquemia renal aguda, necrosis tubular o glomerulonefritis aguda, que provoca alteración cardiaca, consistente en insuficiencia cardiaca, arritmias e isquemia.

### SCR tipo 4 o síndrome renocardiaco crónico
Enfermedad renal crónica: enfermedad glomerular o intersticial crónica, que contribuye al deterioro de la función cardiaca, a hipertrofia ventricular y/o eleva el riesgo de un evento cardiovascular adverso.

### SCR tipo 5 o secundario
Condición sistémica o síndrome cardiorrenal secundarios: condición sistémica multifactorial (diabetes mellitus, sepsis, amiloidosis) que causa disfunción cardiaca y renal.
La utilización de esta clasificación ayuda al personal clínico a caracterizar mejor a los pacientes, proporciona datos para utilizar tratamientos específicos y permite diseñar ensayos clínicos con mejor selección y estratificación de estos pacientes.